# Дай себе волю
«Дай себе волю» (итал. Lasciati andare) — художественный фильм итальянского режиссёра Франческо Амато с Тони Сервилло в главной роли, вышедший на экраны в 2017 году.

## Сюжет
Элѝя Венеция — римский психоаналитик-еврей; его жизнь давно устоялась и идёт своим чередом, без неожиданностей и без сильных эмоций. Он принимает пациентов на дому и дремлет, пока они рассказывают о своих проблемах. С женой Джованной они разошлись, но официально разводиться не стали, чтобы сэкономить на адвокатах, а просто поделили пополам квартиру. Она всё время забегает к Элии, стирает ему, готовит и водит его по пятницам в театр, где он тоже дремлет. Их сын давно вырос и открыл неподалёку своё кафе; иногда Элия заходит к нему выпить кофе. Всё меняется, когда врач велит Элии срочно заняться спортом: в его жизни появляется персональный тренер — энергичная и взбалмошная испанка Клаудия. В её жизни нет ничего устойчивого: работа, мужчины, жильё — всё временное, ненадёжное. Зато у неё подрастает дочь Дженнифер Мария, мулатка со множеством косичек, которая всё время что-то поджигает. Клаудия серьёзно берётся за физическое развитие Элии, они много времени проводят вместе, и между ними возникает взаимная симпатия. Постепенно Элия, который ненавидел спорт всей душой, втягивается и начинает делать успехи. У Джованны появляется другой мужчина, и ей уже некогда водить Элию в театры и на выставки. Элия ревнует. Оказывается, ему не хватает их совместных выходов в свет, и он приглашает на выставку Клаудию. А Клаудии хочется прийти к дочери на праздник не одной, а с представительным мужчиной, и она берёт с собой Элию. Её сожитель Э́тторе, заика и неудачник, сидит в тюрьме, и Клаудия ходит к нему на свидания. Он ограбил ювелирный магазин и закопал драгоценности на поляне в лесу, но не может вспомнить, где именно. Клаудия рассказывает ему, что под гипнозом люди вспоминают всю свою жизнь с самого детства. Этторе отпускают из тюрьмы на выходные, и он вместе со своим приятелем Юрием врывается к Элии, под угрозой пистолета требуя загипнотизировать его, чтобы он вспомнил координаты зарытых сокровищ. Элия повинуется, Этторе вспоминает нужные цифры, и все торопятся откопать сокровище. В конце концов драгоценности оказываются у Клаудии, а разъярённый Этторе берёт в заложники Элию. Элия проводит с ним сеанс психотерапии, в результате чего Этторе раскаивается во всех грехах и спешит вернуться в тюрьму. Клаудия, став обладательницей сокровищ, расплачивается со всеми долгами и уезжает с дочкой в Африку, чтобы начать новую жизнь на родине отца Дженнифер Марии. Проводив их, подтянутый и помолодевший Элия объясняется в любви своей жене Джованне, которая соглашается начать всё сначала.

## В ролях
- Тони Сервилло — Элѝя
- Веро̀ника Эчеги — Клаудия
- Карла Синьорис — Джованна
- Лука Маринелли — Э́тторе
- Пьетро Сермонти — Роберто
- Джакомо Поретти — инженер Бираги
- Карло Лука Де Руджери — трус
- Джулио Беранек — футболист
- Валентина Карнелутти — Паола
- Одетт Ададо — Дженнифер Мария
- Глен Блекхолл — сын Элии
- Винченцо Немолато — Юрий

## Съёмочная группа
- Франческо Амато — режиссёр
- Марко Кименц, Антонелла Йовино, Джованни Стабилини, Франческо Тато, Риккардо Тоцци — продюсеры
- Франческо Амато, Франческо Бруни, Давиде Лантьери — авторы сценария
- Владан Радович — оператор
- Лука Анцелотти — звукооператор
- Андреа Фарри — композитор
- Эмита Фригато — художник-постановщик
- Луиджи Меарелли — монтажёр

## Награды
- 2017 — «Серебряная лента» — премия Итальянского национального профсоюза киножурналистов
  - Лучшая исполнительница роли второго плана — Карла Синьорис.
- 2017 — «Золотой Глобус» — итальянская кинопремия, ежегодно присуждаемая аккредитованными журналистами иностранных СМИ в Италии.
  - Лучшая комедия.
- 2017 — «Золотая хлопушка» — премия итальянского ежемесячного журнала о кино «Чак».
  - Лучший исполнитель роли второго плана — Лука Маринелли.